# Audiència dels Confines
L'Audiència dels "Confines de Guatemala y Nicaragua" fou una divisió administrativa americana erigida per Reial Cèdula del 20 de novembre de 1542 junt amb la Reial Audiència de Lima; les dues noves audiències es van repartir la jurisdicció de l'audiència de Panama que havia estat suprimida. Inclogué les antigues governacions de Guatemala, Hondures, Chiapas i Nicaragua, que foren suprimides.
El 1552 es va restaurar la governació d'Hondures, el 1561 es va crear la de Soconusco, el 1565 es va restaurar la de Nicaragua i el 1574 es va crear la de Costa Rica.
La seva capital inicial fou Santiago, però es va establir el 13 de setembre de 1543 a la vila de Valladolid de Comayagua. En aquest mateix any es va ordenar la incorporació a l'audiència del Yucatán, però no es va fer efectiva fins que per Cèdula de 7 de juliol de 1550 Yucatán fou separada de l'Audiència de Mèxic i unida a la dels Confines. L'any 1544 la capital es va traslladar a Gracias a Dios (16 de maig de 1544) i per Cèdules de 25 d'octubre de 1548 i 1 de juny de 1549 es va establir a la ciutat de Santiago de Guatemala. Per Reial Cèdula de 20 de gener de 1553 li fou incorporada la província de Soconusco.
El 8 de setembre de 1563 l'Audiència fou traslladada a Panamà limitant a l'est amb el riu Darién i la costa fins al riu Ulúa; i a l'oest la costa des de Buenaventura fins a la badia de Fonseca. La resta dels antics territoris van passar a Nova Espanya.
El 15 de gener de 1568 fou restablerta, però el Yucatán va passar definitivament a l'Audiència de Mèxic. Des de llavors ja fou coneguda com a Audiència de Guatemala.

## Llista de governants
- Alonso de Maldonado 1543-1548
- Alonso López de Cerrato 1548-1557
- Rodríguez de Quesada (interí) 1557-1558
- Ramírez de Quiñones (interí) 1558-1559
- Juan Nuñez de Candecho 1559-1563
- Audiència de Panamà 1563-1568
- Alonso de Casaos 1568-1575
- Diego de Artieda y Cherino 1576-1578